# 伟大十月镇
伟大十月镇（羅馬化：Velikooktyabrʹskiy）是俄罗斯特维尔州的市级镇，为该州菲罗沃区第二大聚居地。地处特维尔州中北部，位于涅瓦河流域茨纳河畔，在区行政中心菲罗沃东南、州府特维尔西北方。距离最近的铁路车站位于区行政中心菲罗沃镇。附近城市有上沃洛乔克、博洛戈耶、库夫希诺沃。
该地2022年人口有1,732人；2010年人口2,273；2002年人口2,659；1989年人口3,019。